# Robertsfors (Gemeinde)
Koordinaten: 64° 12′ N, 20° 51′ O

Robertsfors ist eine Gemeinde (schwedisch kommun) in der schwedischen Provinz Västerbottens län und der historischen Provinz Västerbotten. Der Hauptort der Gemeinde ist Robertsfors. Durch die Gemeinde führt die Europastraße E4.

## Geographie
Die Gemeinde erstreckt sich 60 Kilometer entlang der Ostseeküste und reicht bis zu 40 Kilometer ins Landesinnere. Folgende Orte (tätorter) gehören zur Gemeinde: Ånäset, Bygdeå und Robertsfors.

## Wirtschaft
Die Gemeinde ist eine traditionelle Agrargemeinde mit vielen Kleinbetrieben. Industrieorte sind Robertsfors und Ånäset.

## Sehenswürdigkeiten
In Robertsfors befindet sich auf dem Areal des 1890 aufgelassenen Hüttenwerks ein Industriemuseum. In Bygdeå, 17 Kilometer südlich von Robertsfors, liegt eine alte Kirche aus dem 15. Jahrhundert, die ursprünglich an einer Meeresbucht lag, aber aufgrund der skandinavischen Landhebung nun einige Kilometer im Landesinneren liegt. Bei der Kirche liegt ein altes Versammlungs- und Gerichtsgebäude.
In Ånäset befindet sich die Nysätra Kirche, die aus dem frühen 18. Jahrhundert stammt. Sie hat einen freistehenden Glockenturm und ist im Kreuzschiffstil erbaut. In Galgbacken befindet sich ein Freilichtmuseum mit Maschinen und Werkzeugen, die früher in der Landwirtschaft eingesetzt wurden. Ebenfalls in Ånäset, nahe der Europastraße 4, stehen auf einer Wiese die beiden größten Käsehobel der Welt.
In Ratan fand 1808–09 während des Krieges mit Russland eine große Schlacht statt. Die Wehranlagen sind zu besichtigen. Der Flottarstigen, der Flößerweg, führt von Rickleån über Robertfors nach Laxbacken. Dieser Wanderweg ist rund 20 km lang.

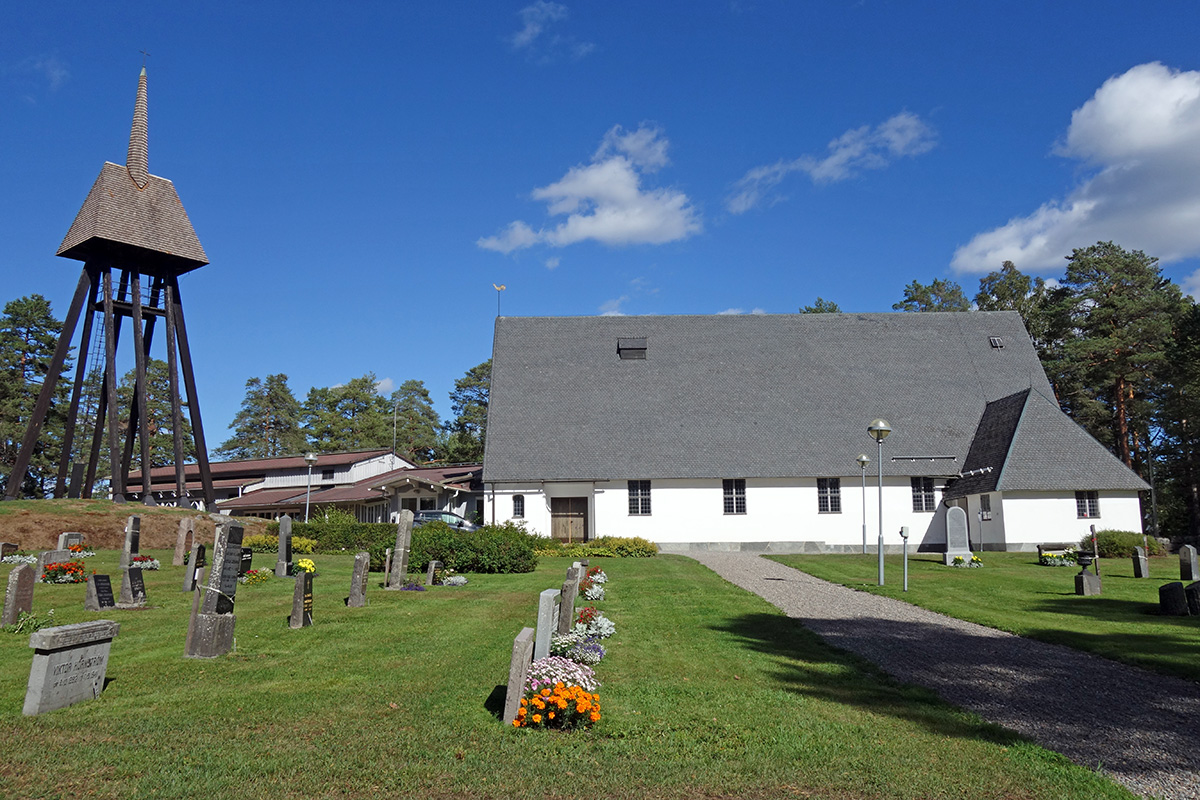
Kirche Robertsfors
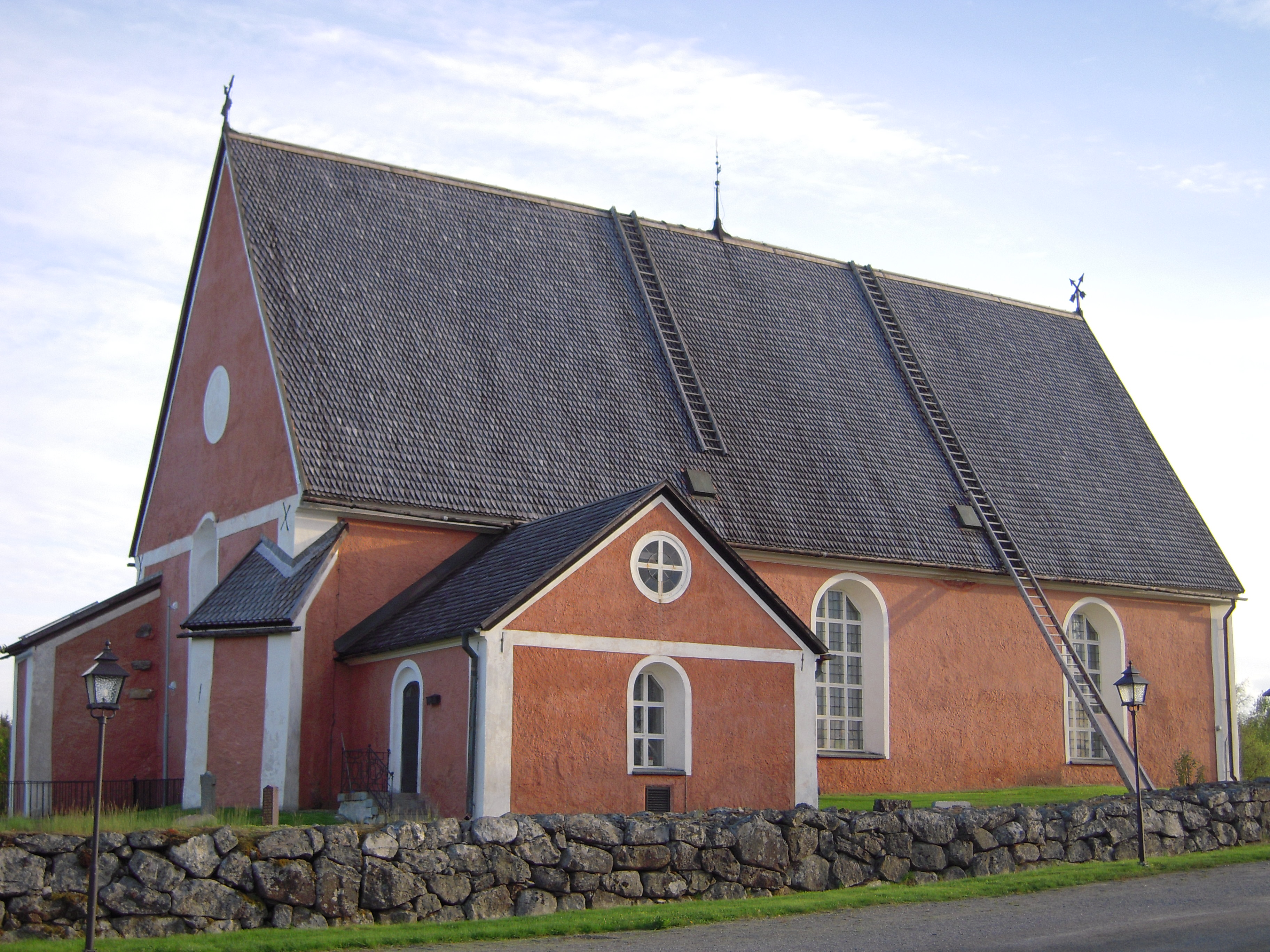
Kirche Bygdeå
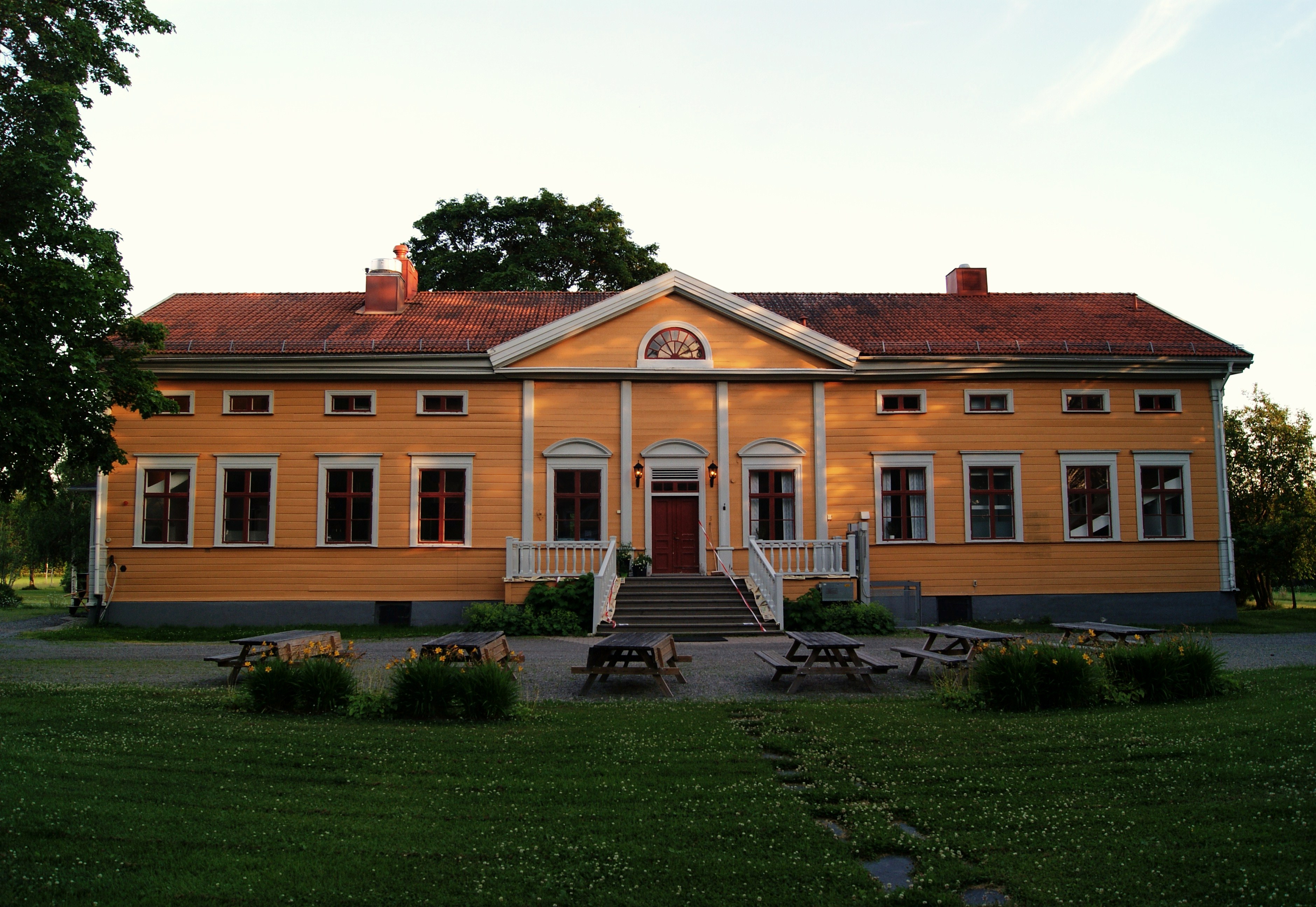
Volkshochschule im Ortsteil Dalkarlså
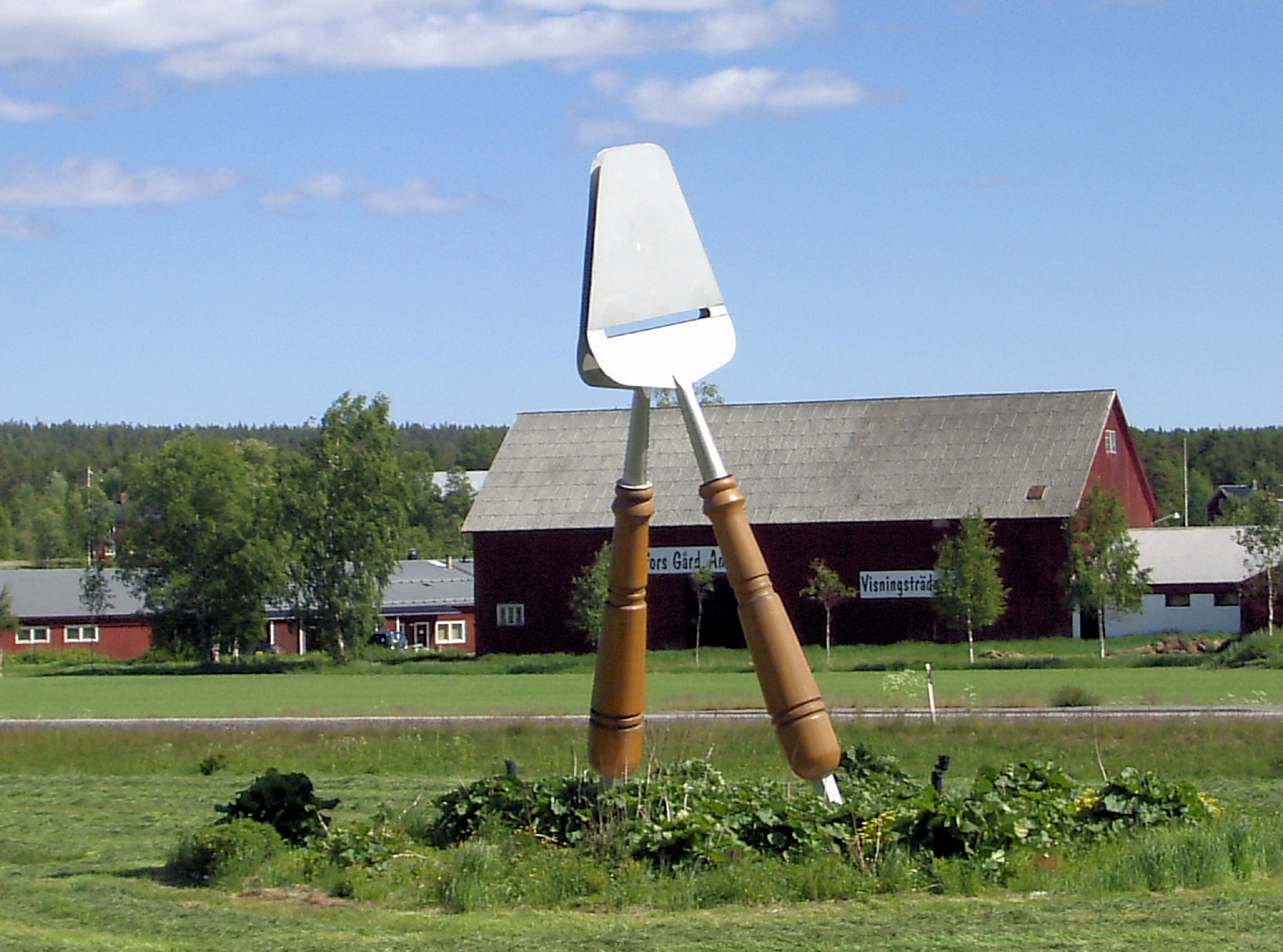
Angeblich weltgrößter Käsehobel im Ortsteil Änäset
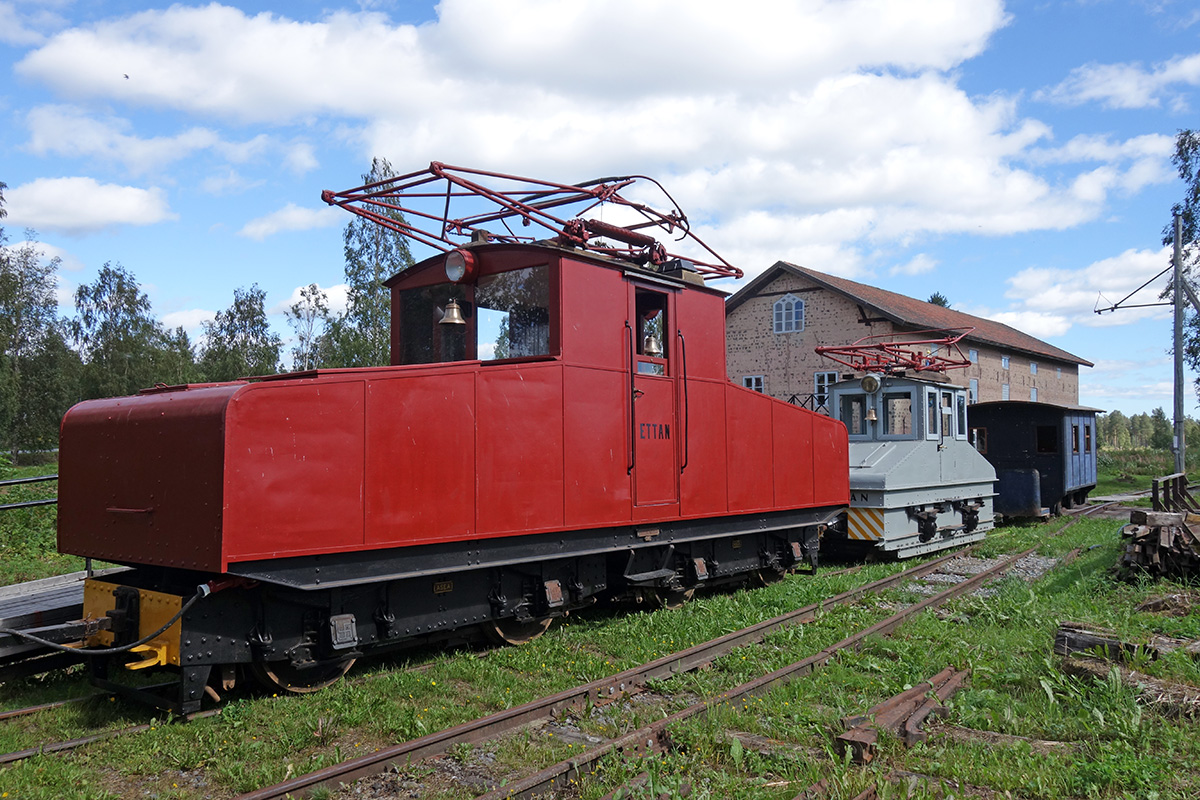
Zwei elektrische Lokomotiven („Ettan“ und „Femman“) und ein Personenwagen bei der Museumseisenbahn von Robertsfors., im Hintergrund das Mühlenmuseum

## Politik
Die Wahl zum Gemeindeparlament am 17. September 2006 ergab folgendes Ergebnis. In Klammern jeweils die Ergebnisse von 2002.
| Partei                   | Stimmen     | Prozent       | Mandate |
| ------------------------ | ----------- | ------------- | ------- |
| Moderata Samlingspartiet | 277 (197)   | 6,34 (4,60)   | 2 (1)   |
| Centerpartiet            | 1660 (1608) | 37,99 (37,56) | 12 (12) |
| Folkpartiet liberalerna  | 273 (258)   | 6,25 (6,03)   | 2 (2)   |
| Kristdemokraterna        | 266 (344)   | 6,09 (8,04)   | 2 (3)   |
| Socialdemokraterna       | 1546 (1655) | 35,39 (38,66) | 11 (12) |
| Vänsterpartiet           | 208 (92)    | 4,76 (2,15)   | 1 (0)   |
| Miljöpartiet de gröna    | 122 (116)   | 2,79 (2,71)   | 1 (1)   |
| Andere                   | 17 (11)     | 0,39 (0,26)   | 0 (0)   |